# Дроздовицьке водосховище
Дроздовицьке водосховище — водосховище, що розташоване у селі Дроздовичі Городоцького району Львівської області.
Водосховище побудоване в 1930 році. Його води розкинулись на річці Верещиця (басейн Дністра). Реконструйоване в 1970 році. Дроздовицьке водосховище використовується для риборозведення. Відомча приналежність — «Укррибгосп», ВАТ «Львівський облрибкомбінат». Тип водосховища — заплавне. Вид регулювання стоку — сезонне. Середня глибина: 1,1 м, максимальна — 2,5 м. Довжина — 3,8 км, найбільша ширина — 1,13 км. Об'єм води: повний — 4,47 млн.м3, корисний — 4,35 млн.м3. Площа водного дзеркала: 3,63 км2.